# Reema Major
Reema Major (* 26. června 1995 Chartúm) je súdánsko-kanadská rapperka. 
Narodila se v súdánském Chartúmu, její matka pochází z Jižního Súdánu a otec ze Spojených arabských emirátů. Společně z matkou se přestěhovala do Keni, později do Ugandy a nakonec se v roce 1998 usadila v Kanadě prostřednictvím programu OSN pro uprchlíky. Reema Major mluví plynně anglicky a arabsky, své zkušenosti a kulturní vlivy směřuje k zdokonalování své kariéry rapperky a hudební skladatelky.
V roce 2009 si jejího talentu všiml Kwajo Cinqo, člen kanadské hip-hopové skupiny Ghetto Concept z Toronta a již v roce 2010 podepsala smlouvu o společném podniku spoelčností G7 Records, Universal Music Canada, Cherrytree Records a Interscope Records.
Ještě téhož roku měla premiéru na BET Hip Hop Awards, kde vystoupila spolu s moderátory Nickem Javasem a Lawsem. V té době byla nejmladší kanadskou rapperkou, která vystoupila na BET Hip Hop Awards. 
V následujících letech spolupracovala se známými umělci jako Bangladesh, DJ Toomp, The Stereotypes, Kwajo Cinqo či Rick Ross. V roce 2013 spolupracovala s Karlem Wolfem a byla uvedena na jeho singlu „Go Your Own Way“. Téhož roku byla její píseň „Gucci Bag“ uvedena ve filmu The Bling Ring.
Dne 21. dubna 2017 vydala první singl „AK47“ ze svého nadcházejícího projektu s názvem LegenDIARY.